# James Feigen
James Feigen (Hilo, 26 settembre 1989) è un ex nuotatore statunitense.
Specializzato nei misti e nello stile libero ha vinto la medaglia d'argento a Londra 2012 nella staffetta 4x100 m sl, nuotando però solo in batteria.

## Palmarès
- Olimpiadi

Londra 2012: argento nella 4x100m sl.
Rio de Janeiro 2016: oro nella 4x100m sl.
- Mondiali

Barcellona 2013: argento nei 100m sl e nella 4x100m sl.
- Mondiali in vasca corta

Istanbul 2012: oro nella 4x100m sl.
Doha 2014: argento nella 4x50m sl e nella 4x100m misti e bronzo nella 4x100m sl.
- Universiadi

Shenzen 2011: oro nei 100m sl e nella 4x100m sl e argento nella 4x100m misti.